# Pacific Daydream
| 전문가 평가            | 전문가 평가 |
| 총 점수                | 총 점수     |
| 출처                   | 점수        |
| ---------------------- | ----------- |
| AnyDecentMusic?        | 5.5/10      |
| 메타크리틱             | 64/100      |
| 평가 점수              |             |
| 출처                   | 점수        |
| AllMusic               | [ 4 ]       |
| Alternative Press      | [ 5 ]       |
| The A.V. Club          | C−          |
| Consequence of Sound   | B−          |
| The New Zealand Herald | [ 8 ]       |
| NME                    | [ 9 ]       |
| The Observer           | [ 10 ]      |
| Pitchfork              | 4.3/10      |
| Q                      | [ 12 ]      |
| Rolling Stone          | [ 13 ]      |

《Pacific Daydream》은 2017년 10월 27일에 발매된 미국의 록 밴드 위저의 열한 번째 스튜디오 음반이다. 이 음반은 크러쉬 매니지먼트에 의해 두 번째로 발매되고 애틀랜틱 레코드에 의해 배포되며 이전 작업과 다른 모던 팝 사운드로 상표가 붙여졌다. 리드 싱글인 〈Feel Like Summer〉는 2017년 3월 16일에 발매되었다. 두 번째 싱글인 〈Happy Hour〉는 10월 31일에 발매되었다.

## 배경 및 녹음
2016년, 프론트맨 리버스 쿼모는 더 어두운 프로젝트(가칭 《The Black Album》)를 위해 노래 폴더를 채우기 시작했지만, 궁극적으로 다른 성격의 노래로 먼저 두 번째 폴더를 완성하여 《Pacific Daydream》을 만들었다. 4월, 쿼모는 이 음반을 "비치 보이스는 나빠졌다"고 표현하며 "더 성숙한 주제"와 "더 적은 여름 낮과 더 많은 겨울 밤"을 다룬다. 쿼모가 작업과 녹음을 시작하면서, 그들은 이 노래들이 "비치 보이스와 더 클래시가 바다에서 사랑에 빠졌고 놀라운 아기의 지옥 하나를 가졌다"는 것을 알게 되었다. 그 밴드는 결국 《The Black Album》에 대한 계획을 뒤로 미루고 새로운 곡 모음에 집중하기 시작했다. 기타리스트 브라이언 벨은 나중에 "무엇으로 불리든 간에, 망할 것이다"라고 말했다. 장자의 고대 중국 속담에 영감을 받아, 쿼모는 《The White Album》의 "고전적인" 스타일에서 벗어나 더 많은 "급격한" 사운드를 탐구하기를 희망했다. 쿼모의 이 음반의 원래 제목은 《Somebody's Daydream》이었지만, 그는 나중에 밴드의 드러머인 패트릭 윌슨이 "Somebody's"보다 "Pacific"이 더 매력적인 대안이라고 생각했고, 결국 밴드는 《Pacific Daydream》에 정착했다고 설명했다.

## 발매 및 홍보
2017년 3월 16일, 밴드는 음반의 첫 번째 싱글인 〈Feels Like Summer〉를 발매했다. 8월 17일, 밴드는 커버 아트, 타이틀 및 오프닝 트랙인 〈Mexican Fender〉와 함께 뮤직 비디오를 공개했다. 또 다른 홍보 싱글인 〈Beach Boys〉는 9월 14일에 발매되었다. 〈Happy Hour〉는 2017년 10월 31일에 발매된 음반의 두 번째 공식 싱글이었다.

## 곡 목록
| #   | 제목                      | 작사·작곡                                                                          | 재생 시간 |
| --- | ------------------------- | ---------------------------------------------------------------------------------- | --------- |
| 1.  | 〈Mexican Fender〉        | 리버스 쿼모, 토비 가드                                                             | 3:09      |
| 2.  | 〈Beach Boys〉            | 쿼모                                                                               | 3:51      |
| 3.  | 〈Feels Like Summer〉     | 쿼모, 패트릭 모리세이, 조니 코퍼, J. R. 로템, 데이비드 달퀴스트, 댄 골드버거, 업살 | 3:15      |
| 4.  | 〈Happy Hour〉            | 쿼모, 크리스 서넬, 숀 보우                                                         | 2:57      |
| 5.  | 〈Weekend Woman〉         | 쿼모                                                                               | 4:05      |
| 6.  | 〈QB Blitz〉              | 쿼모                                                                               | 3:17      |
| 7.  | 〈Sweet Mary〉            | 쿼모, 조시 알렉산더                                                                | 3:42      |
| 8.  | 〈Get Right〉             | 쿼모, 코퍼, 조니 맥다이드, 알렉산더                                                | 3:12      |
| 9.  | 〈La Mancha Screwjob〉    | 쿼모, 알렉산더                                                                     | 3:27      |
| 10. | 〈Any Friend of Diane's〉 | 쿼모                                                                               | 3:34      |